# Stéphane Grégoire
Pour les articles homonymes, voir Grégoire.
Cet article concerne un footballeur. Pour le pilote automobile, voir Stéphan Grégoire.
Stéphane Grégoire, né le 2 février 1968 à Thouars, est un joueur et un entraîneur de football français. 

## Biographie

### Parcours amateur (1982-1997)
Après avoir joué au FC Bressuire pendant deux ans, Stéphane Grégoire rejoint le CSC Thouars, club de sa ville natale, en 1984, pour évoluer en Division 4 alors qu'il est âgé de 17 ans. Par ses performances au sein du club deux-sévrien, il se fait remarquer par les clubs professionnels des alentours tels que le FC Nantes et le Stade rennais. Séduit par le monde du football amateur et déjà bien occupé par un poste à la mairie de Thouars, il refuse toutefois de donner suite aux avances des clubs professionnels. Face aux approches répétées du Stade rennais, Stéphane Grégoire décide de se laisser tenter par le projet du club breton en 1997. 

### Parcours professionnel (1997-2007)

#### Stade rennais (1997-2002)

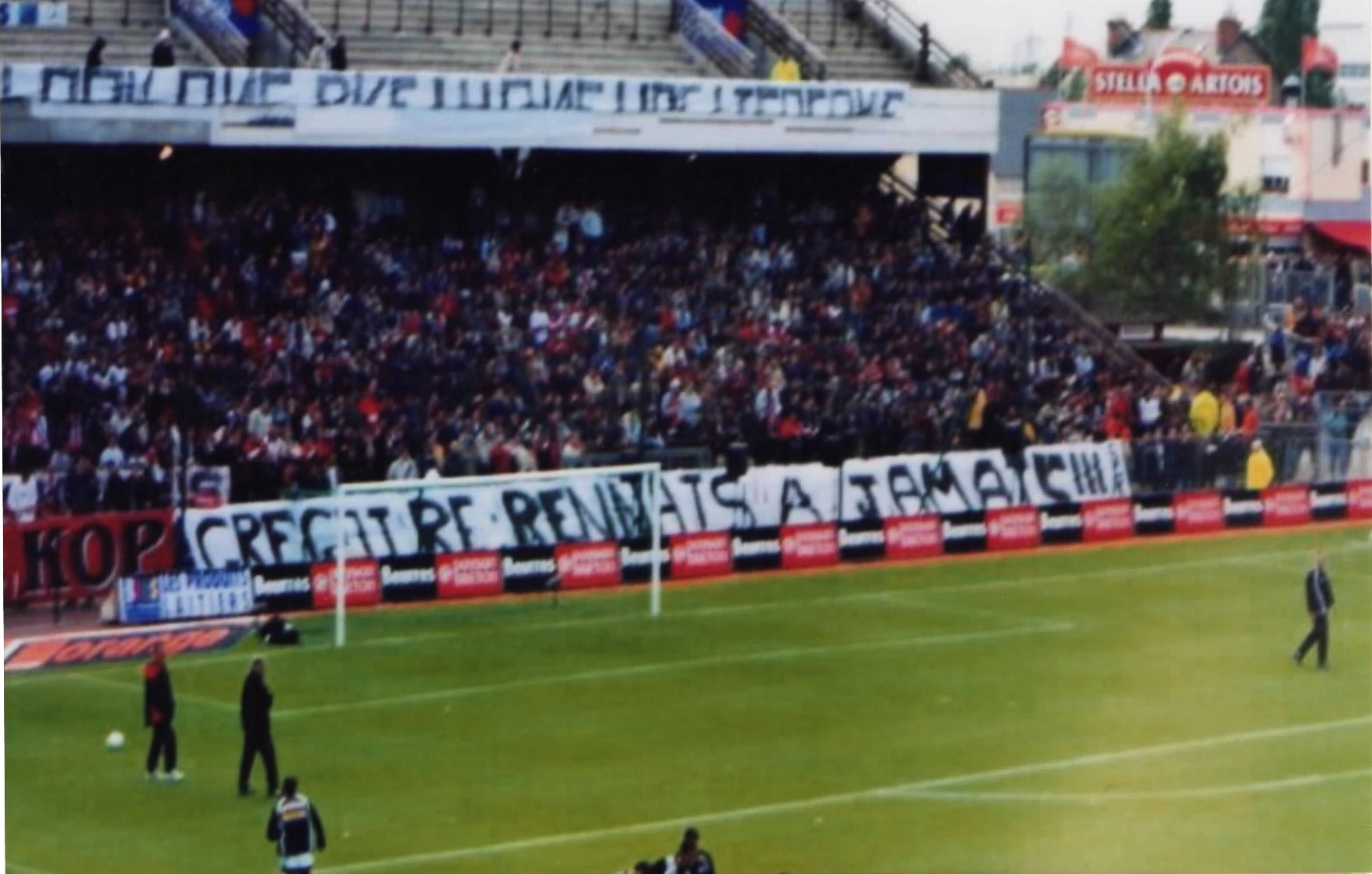
Banderole déployée par les supporters rennais lors de son dernier match : Grégoire : Rennais à jamais !!!.

Stéphane Grégoire signe son premier contrat professionnel avec le Stade rennais alors qu'il est déjà âgé de 29 ans. Il s'adapte rapidement aux exigences du monde professionnel et de la Division 1 et reste titulaire au Stade rennais, devenant capitaine sous les ordres de Guy David, Paul Le Guen, puis Christian Gourcuff.  
Sous les couleurs rennaises, il fait ses débuts en coupes européennes en atteignant notamment la finale de la Coupe Intertoto 1999 contre la Juventus, où évolue Zinédine Zidane, puis en atteignant les demi-finales de cette même compétition face à Aston Villa en 2001. Après cinq années en Bretagne, Stéphane Grégoire choisit de quitter le Stade rennais pour rejoindre la Corse. Lors de son dernier match à domicile, les supporters du Roazhon celtic kop déploient une banderole « Grégoire : Rennais à jamais !!! » en son honneur. 

#### AC Ajaccio (2002-2004)
En 2002, Stéphane Grégoire quitte le Stade rennais pour évoluer encore deux ans en Ligue 1 avec l'AC Ajaccio. Il y est entrainé par Rolland Courbis lors de sa première saison, puis par Dominique Bijotat au cours de la seconde, qui le nomment tous deux au poste de capitaine. Âgé de 34 ans à son arrivée, il fait ses premiers pas vers une reconversion comme entraineur. Ainsi, il passe ses diplômes en parallèle de sa carrière de joueur et obtient le BEES 2e degré de football en mai 2002, diplôme qui lui permet d'entraîner des clubs évoluant en CFA, CFA2 et DH. Sur le terrain, ses deux saisons sur l'île de Beauté sont difficiles sur un plan collectif mais le club parvient par deux fois à se maintenir dans l'élite. En 2004, âgé de 36 ans et en fin de contrat avec le club corse, il décide toutefois de poursuivre sa carrière professionnelle en acceptant un nouveau challenge en Ligue 2 avec le Dijon FCO.  

#### Dijon Football Côte d'Or (2004-2007)
De retour sur le continent après son passage en Corse, Stéphane Grégoire signe au Dijon FCO dans l'objectif d'apporter son expérience à un club qui vient tout juste d'être promu en Ligue 2. Capitaine sous les ordres de Rudi Garcia, il n'est pas loin d'obtenir la montée lors des trois années qu'il passe sous le maillot dijonnais. Lors de sa dernière année de contrat, il est le joueur le plus âgé de Ligue 1 et Ligue 2 confondues. 
En 2007, Stéphane Grégoire décide de mettre un terme à sa carrière professionnelle. Lors de la dernière journée de championnat de la saison de Ligue 2 2006-2007, il reçoit l'hommage du public dijonnais et arrête donc sa carrière de joueur à l'âge de 39 ans. Ce choix est notamment motivé par la proposition de l'US Orléans, qui lui confie le poste d’entraîneur de son équipe première, évoluant en CFA.  

### Parcours d'entraineur (2007-2013)
En 2007, à 39 ans, il devient entraîneur en prenant en main l'US Orléans en CFA. Lors de ses deux saisons à ce poste, son équipe lutte pour la montée en National. En fin de contrat après ces deux années et désireux de monter un nouveau projet, il s'oriente vers un club amateur de la région orléanaise, l'USM Saran. Là-bas, il prend les rênes de l'équipe première en Division d'honneur pendant quatre ans, puis se tourne vers la formation des jeunes de l'école de football. Il devient ainsi directeur technique et quitte son poste d’entraîneur. 

### Reconversion
Ayant obtenu différents diplômes, Stéphane Grégoire devient en 2013 conseiller technique sport adapté auprès de la Ligue du Centre Val de Loire. Ainsi, il encadre des personnes en situation de handicap mental ou des personnes vieillissantes, lors d'activités physiques adaptées. Parallèlement à ce poste, il est également enseignant vacataire à l'Université d'Orléans, auprès des étudiants en STAPS. 

## Statistiques
Le tableau suivant récapitule les statistiques de Stéphane Grégoire durant sa carrière professionnelle,.
| Saison                | Club                  | Championnat           | Championnat | Championnat | Coupe nationale | Coupe nationale | Coupe de la Ligue | Coupe de la Ligue | Compétition(s) continentale(s) | Compétition(s) continentale(s) | Compétition(s) continentale(s) | Total | Total |
| Saison                | Club                  | Division              | M.          | B.          | M.              | B.              | M.                | B.                | Comp.                          | M.                             | B.                             | M.    | B.    |
| 1997 - 1998           | Stade rennais         | D1                    | 34          | 5           | 2               | 0               | 1                 | 0                 | -                              | -                              | -                              | 37    | 5     |
| 1998 - 1999           | Stade rennais         | D1                    | 34          | 2           | 2               | 1               | 2                 | 0                 | -                              | -                              | -                              | 38    | 3     |
| 1999 - 2000           | Stade rennais         | D1                    | 34          | 3           | 4               | 1               | 1                 | 0                 | C4                             | 5                              | 0                              | 44    | 4     |
| 2000 - 2001           | Stade rennais         | D1                    | 25          | 1           | 2               | 0               | 1                 | 0                 | -                              | -                              | -                              | 28    | 1     |
| 2001 - 2002           | Stade rennais         | D1                    | 21          | 0           | 1               | 0               | 3                 | 0                 | C4                             | 1                              | 0                              | 26    | 0     |
| 2002 - 2003           | AC Ajaccio            | L1                    | 37          | 0           | 2               | 0               | 0                 | 0                 | -                              | -                              | -                              | 39    | 0     |
| 2003 - 2004           | AC Ajaccio            | L1                    | 33          | 0           | 1               | 0               | 0                 | 0                 | -                              | -                              | -                              | 34    | 0     |
| 2004 - 2005           | Dijon FCO             | L2                    | 36          | 0           | 0               | 0               | 3                 | 0                 | -                              | -                              | -                              | 39    | 0     |
| 2005 - 2006           | Dijon FCO             | L2                    | 28          | 1           | 2               | 1               | 0                 | 0                 | -                              | -                              | -                              | 30    | 2     |
| 2006 - 2007           | Dijon FCO             | L2                    | 27          | 2           | 1               | 0               | 2                 | 0                 | -                              | -                              | -                              | 30    | 2     |
| Total sur la carrière | Total sur la carrière | Total sur la carrière | 309         | 14          | 17              | 3               | 13                | 0                 | -                              | 6                              | 0                              | 345   | 17    |

## Palmarès
- Finaliste de la Coupe Intertoto en 1999 et demi-finaliste en 2001